# Швабе, Карлос
Карлос Швабе (Эмиль Мартин Шарль Швабе, нем. Carlos Schwabe, Emile Martin Charles Schwabe; 21 июля 1866, Альтона — 22 января 1926, Авон) — швейцарский художник и график-символист немецкого происхождения.

## Биография
Родился в Гольштейне в семье торговца. Около 1870 года семья Швабе переезжает в Женеву. Здесь Карлос в 1882—1884 годах обучается в Промышленно-художественной школе (École des arts industriels). В 1888 году получает женевское (а следовательно и швейцарское) гражданство. После окончания художественной школы, в 1890 году он уезжает в Париж. Во французской столице художник первоначально зарабатывает созданием образцов для обоев. Позднее подпадает под влияние символизма, согласно критериям которого пишет картины и создаёт свои графические работы. К.Швабе часто выставлял полотна как в Париже, так и в Женеве, которую неоднократно посещал. Уже в 1891 году выставляет свои произведения в «Société Nationale», в 1892 году создаёт афишу-плакат для первой экспозиции Общества роза+крест. Художник является также одним из предтеч стиля модерн — как это следует из часто используемого им орнамента из цветов, фигур ангелов и пр. На творчество К.Швабе оказали влияние работы прерафаэлитов.
К.Швабе известен также как иллюстратор художественной литературы, в частности романа Э.Золя Мечта (1892), сборника стихотворений «Цветы зла» (1900) Шарля Бодлера, пьесы Мориса Метерлинка «Пелеас и Милисанда» (англ.) (1892) и Альбера Самена «В саду инфанты» (1908).
В 1900 году К.Швабе был награждён золотой медалью на Всемирной выставке в Париже. В следующем году он становится офицером французского ордена Почётного легиона. Последние годы своей жизни художник провёл во Франции. Скончался в небольшом городке Авон южнее Парижа.

## Галерея

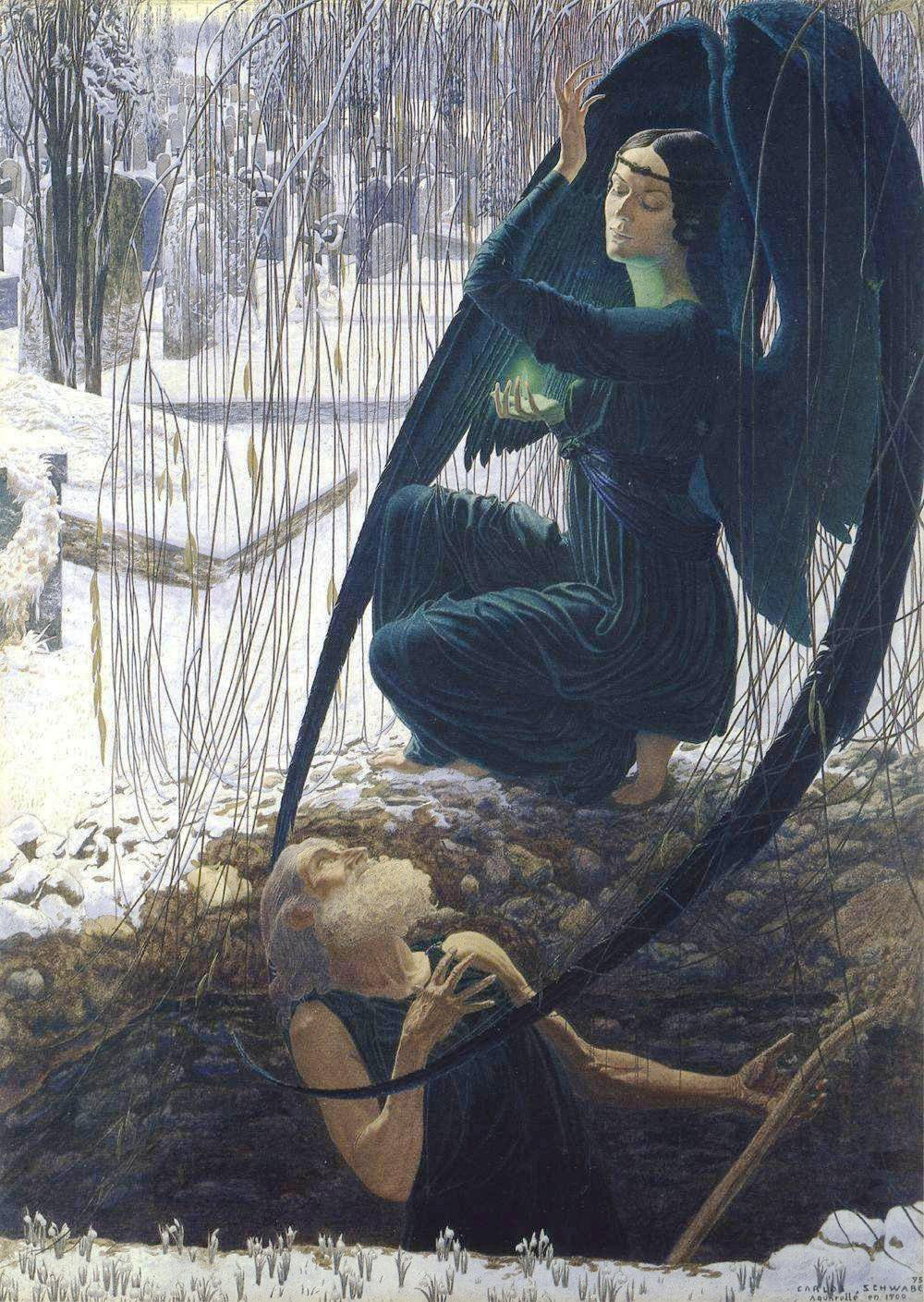
Гробокопатель и ангел смерти
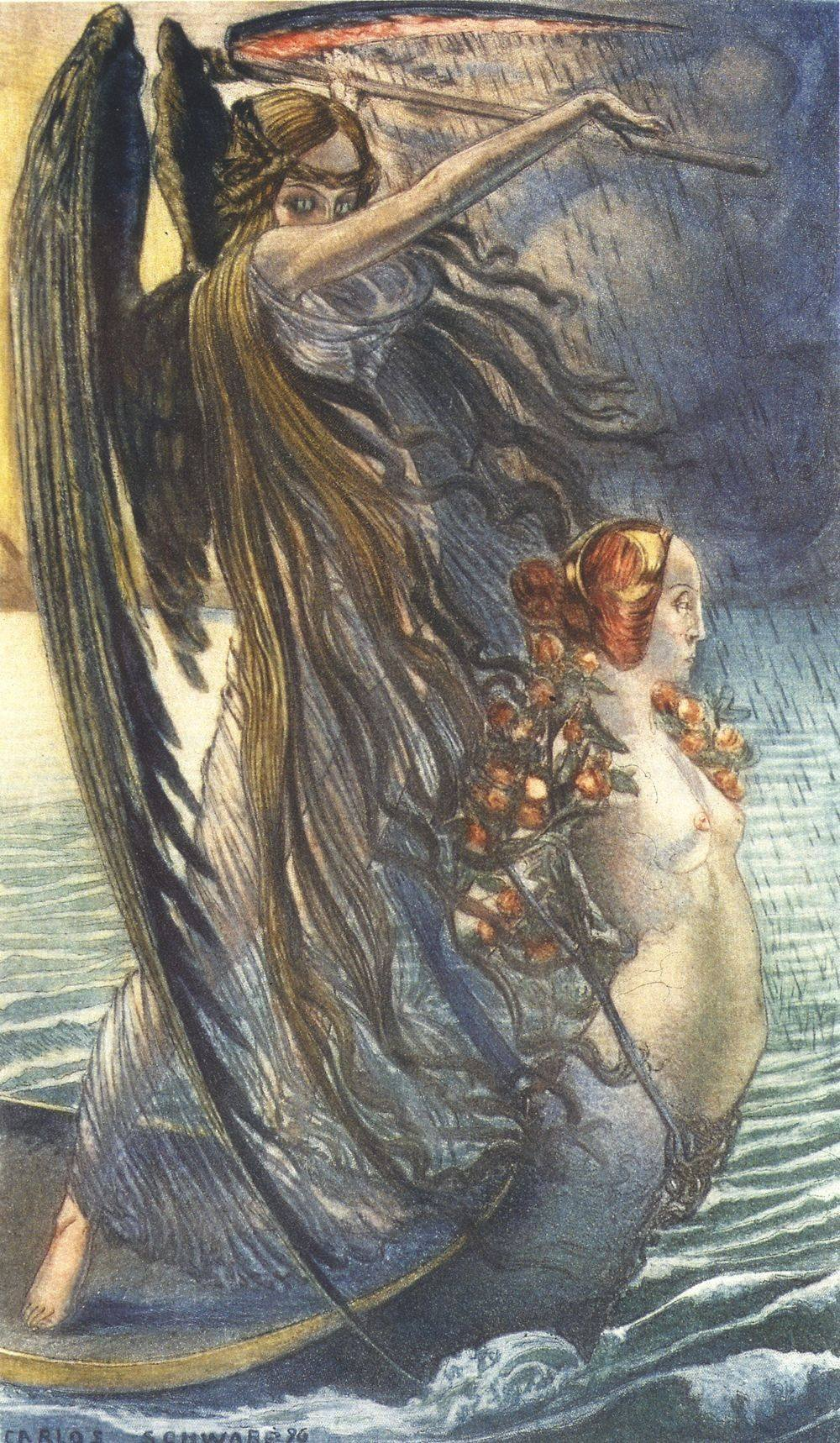
Из иллюстраций к Цветам зла
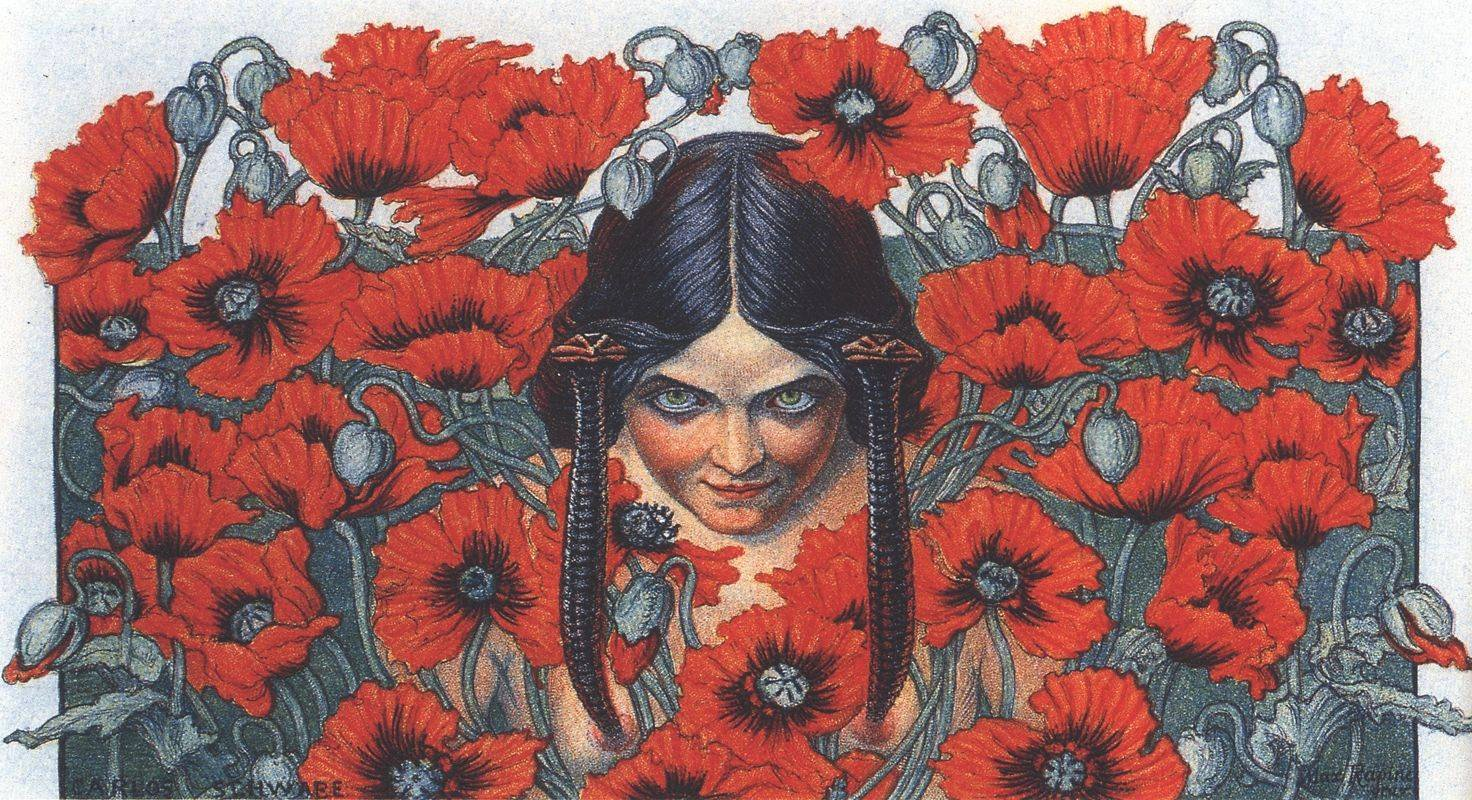
Из иллюстраций к Цветам зла
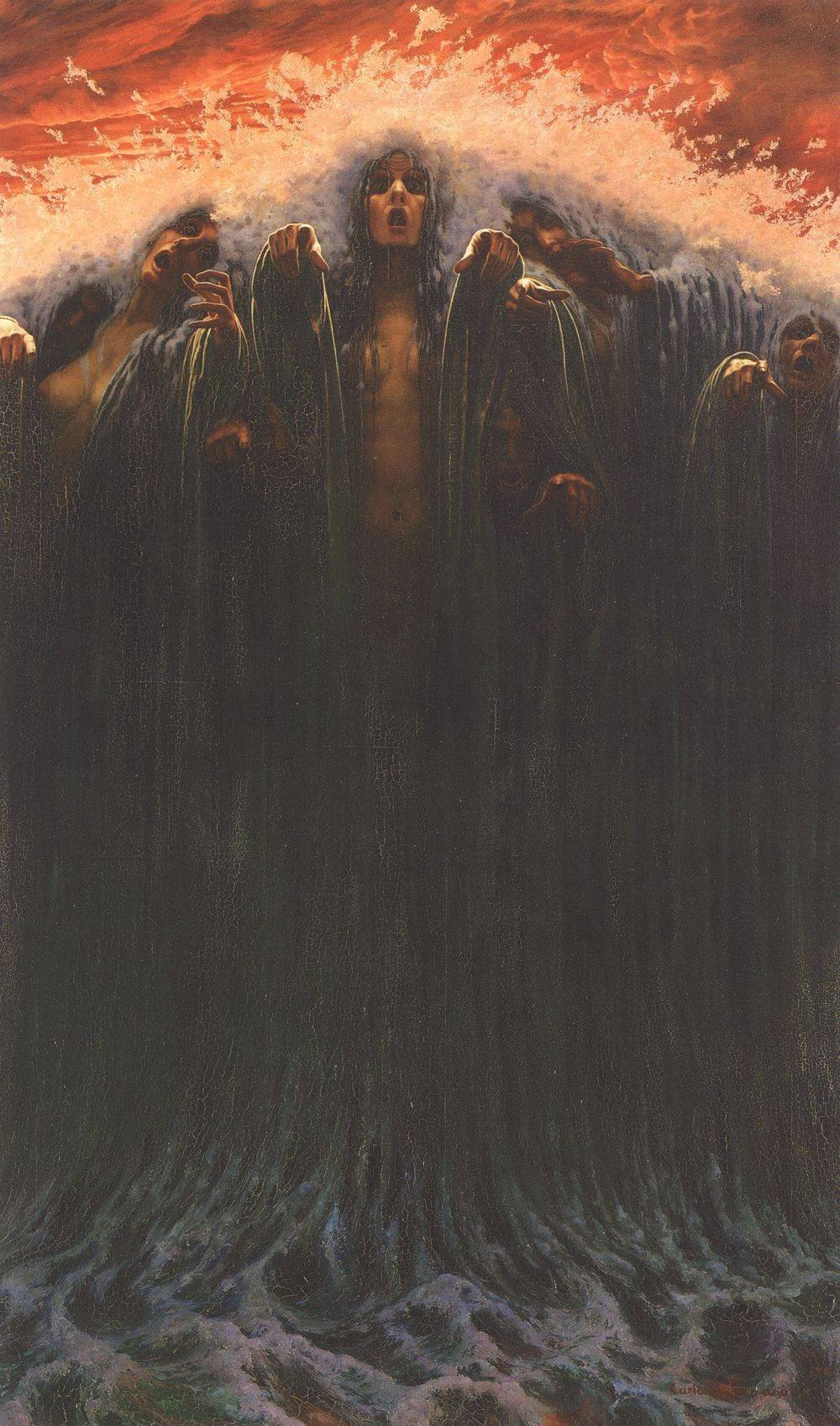
Волна (1906)
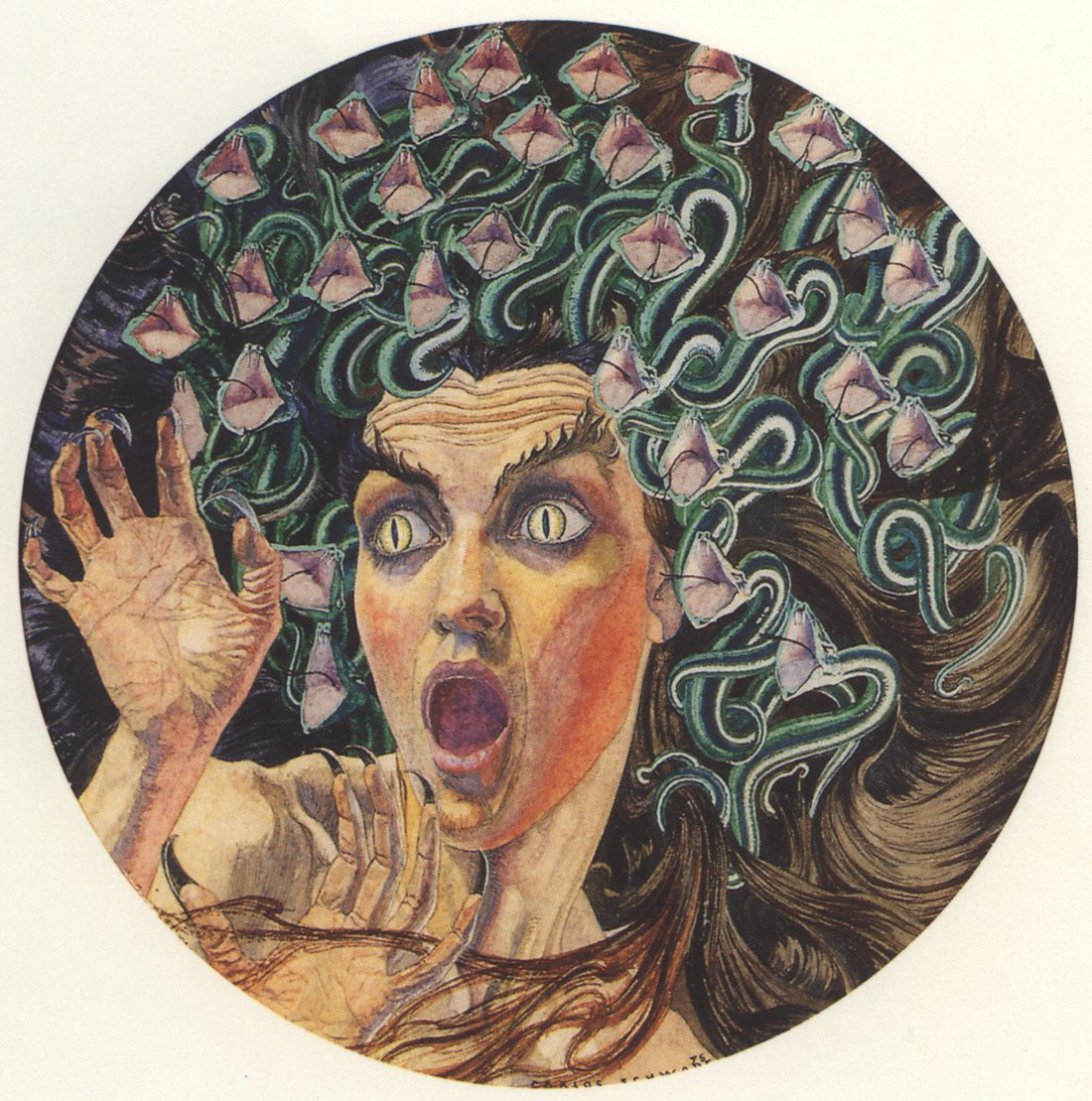
Медуза (1895)